# Miodusy-Dworaki
Miodusy-Dworaki – wieś w Polsce położona w województwie podlaskim, w powiecie siemiatyckim, w gminie Perlejewo.
Zaścianek szlachecki Dworaki należący do okolicy zaściankowej Miodusy położony był w drugiej połowie XVII wieku w ziemi drohickiej województwa podlaskiego. W latach 1975–1998 miejscowość administracyjnie należała do województwa łomżyńskiego.
Wierni kościoła rzymskokatolickiego należą do parafii Przemienienia Pańskiego w Perlejewie.

## Historia
W pobliżu Wysokiego Mazowieckiego znajdują się wsie: Miodusy-Litwa, Miodusy-Stasiowięta, Miodusy-Stok i Miodusy Wielkie, założone na początku XV w., przez przybyszów z okolic Płocka. Krewni tamtych rycerzy herbu Ostoja byli założycielami Miodus we współczesnej gminie Perlejewo.
Tutejsi rycerze na przegląd pospolitego ruszenia z 1528 r. wystawili czterech uzbrojonych, konnych jeźdźców. Początkowo zwali się Miodusami, dopiero z czasem przyjęli nazwisko Mioduszewscy.
Herbarz hrabiego Uruskiego opisuje obydwie gałęzie rodu Mioduszewskich:
- Stanisław Mioduszewski był poborcą podatkowym drohickim na początku wieku XVIII
- Maciej Mioduszewski został w 1744 r. cześnikiem drohickim i następnie podkomorzym derpskim oraz burgrabią drohickim
- w 1764 r. elekcję królewską podpisał Maciej na Miodusach i Tomasz z ziemi drohickiej.
- wielu Mioduszewskich emigrowało na Ukrainę oraz do innych ziem Rzeczypospolitej.

W XIX w. niektórzy Mioduszewscy zgłosili się do urzędów w guberni grodzieńskiej aby uzyskać potwierdzenie praw szlacheckich, m.in.: Paweł, syn Alberta z synami: Henrykiem Ferdynandem i Michałem (rok 1840). Ci, którzy udowodnili prawa w guberni kowieńskiej, otrzymali herb Łabędź.
Pod koniec XIX wieku wieś drobnoszlachecka, liczyła 12 domów i 108 mieszkańców (51 mężczyzn i 57 kobiet). We wsi gospodarowało również 5. włościan. Zapisano, że miejscowość leży nad strumieniem Dunajek. Grunty pszenne, łąki, lasu nie ma.
Według Skorowidza miejscowości Rzeczypospolitej Polskiej w roku 1921 we wsi 35 domów i 166 mieszkańców, w tym 5. prawosławnych. Miejscowość należała do gminy Skórzec.

## Znane osoby
- Władysław Czarkowski, doktor medycyny, powstaniec styczniowy, ur. w Miodusach-Dworakach w 1831 roku